# Pierre Mathieu Frontin
Pierre Mathieu Frontin est un homme politique français né le 28 janvier 1765 à Elbeuf (Seine-Maritime) et mort le 13 janvier 1839 à Paris.

## Biographie
Directeur d'une manufacture de draps à Louviers, il est officier municipal et devient sous-préfet en 1800. Il est député de l'Eure de 1807 à 1811. Il est président du tribunal de commerce de Louviers en 1813.

## Sources
- « Pierre Mathieu Frontin », dans Adolphe Robert et Gaston Cougny, Dictionnaire des parlementaires français, Edgar Bourloton, 1889-1891 [détail de l’édition]